# Wladimir Ledóchowski

Wladimir Ledóchowski

Graaf Wladimir Ledóchowski (Loosdorf (bij Sankt Pölten), 7 oktober 1866 - Rome, 13 december 1942) was de 26e generaal overste van de Sociëteit van Jezus (de Jezuïetenorde) van 1915 tot zijn dood.

## Jonge Jaren
Ledóchowski stamde uit een Pools adellijk geslacht. Hij was een van negen kinderen van graaf Antoni Halka Ledóchowski en de Zwitserse gravin Joséphine geboren Salis-Zizers. Hij werd in een groot herenhuis geboren, dat zijn vader had laten bouwen in Loosdorf, bij St. Pölten, Neder-Oostenrijk. 
Zijn zussen betraden het religieuze leven: zijn zus Maria Theresia Ledóchowska werd zalig verklaard, zijn zuster Ursula Ledóchowska heilig verklaard. Zijn oom Mieczysław Halka Ledóchowski was kardinaal en aartsbisschop van Gniezno-Poznań. Zijn broer, Ignacy Kazimierz Ledóchoski, was een generaal in het Poolse leger.
Ledóchoski studeerde eerst aan het Theresianum in Wenen en was enige tijd page van keizerin Elizabeth van Beieren (Sisi). Hij studeerde verder Rechten aan de Jagiellonische Universiteit in Krakau. Hij voelde een religieuze roeping en ging voor het priesterschap studeren aan de Gregoriaanse universiteit in Rome, waar hij vroeg tot de jezuïetenorde te worden toegelaten en hij in 1889 toetrad. Hij werd vijf jaar later priester. Hij begon met schrijven, maar hij werd al spoedig tot overste gemaakt van het jezuïetenhuis in Krakau, waarna hij rector werd van het College. Hij werd in 1n 1901 de Poolse Vice-Provinciaal en in 1902 Provinciaal van Zuid-Polen. Van 1906 tot februari 1915 was hij assistent in de 'Duitse provincie'.

## Generaal-overste van de jezuïeten
Na de dood van Franz Xavier Wernz in augustus 1914, werd de 49-jarige Ledóchowski kandidaat voor het leiderschap van de orde. Hij werd op 11 februari 1905 tot 26e Generaal-overste van de Sociëteit gekozen.
Ondanks de omwentelingen van de Eerste Wereldoorlog, de Tweede Wereldoorlog en de economische Depressie van de jaren 1930, groeide het ledenaantal tijdens Ledóchowski's termijn. Hij riep de 27e Generale Congregatie in het leven in Germanico om de Sociëteit kennis te laten nemen van Canoniek recht (uitgegeven in 1917) en om de jezuïtische Constitutie er mee in overeenstemming te brengen. Hij riep de 28e Congregatie in het leven - tussen 12 maart en 9 mei 1937 - om een vicaris-generaal te benoemen om hem te assisteren.
Hij vestigde het Pauselijke Oosterse Instituut en het Pauselijke Russische College en het Institutum Biblicum van de Gregoriaanse universiteit. 
Hij wist een zekere emancipatie voor de sociëteit te winnen nadat het Concordaat tussen de Kerk en de Italiaanse regering was geratificeerd. Aan het Concordaat wordt het tot leven wekken van de Orde van Jezus toegeschreven, wier onroerend goed, samen met invloed en reputatie, groeide.Er werd eigendom aan de Sociëteit teruggegeven, wat het de jezuïeten mogelijk maakte een nieuw Gregoriaans universiteitsgebouw in gebruik te nemen, verhuizend van het Palazzo Gabrielli-Boromeo aan de Via del Seminario naar het Piazzo Pilotta bij het Quirinaal Paleis. Hij liet daarna de nieuwe Curia Generalis bouwen in de rione van Borgo, op land op de Borgo Santo Spirito dat was afgedragen door de Heilige Stoel, dichtbij het Sint-Pietersplein.

## Nazi-tijdperk
Volgens David Kertzers boek The Pope and Mussolini: The Secret History of Pius XI and the Rise of Fascism in Europe (2014), tijdens de opkomst van Fascisme in Italië onder Mussolini, zou Ledóchowski sterke antisemitische en pro-fascistische sympathieën hebben tentoongespreid. Kertzer schrijft dat Ledóchowski het antisemitisme in het Vaticaan promootte en het Vaticaan op een lijn wilde brengen met de racistische en expansionistische ambities van Italië en Duitsland.
Volgens Kertzer zag Ledóchowski de Joden als vijanden van de Kerk en van de Europese beschaving. Ledóchowski zou het Vaticaan en de Kerk geleid en gemanipuleerd hebben om Mussolini en de beruchte racistische wetten tegen de Joden te steunen.
Volgens de jezuïtische historicus Vincent A. Lapomardo (The Jesuits and the Third Reich, 2005), veranderde Ledóchowski na de Duitse inval in Polen van zienswijze.

## Overlijden
Ledóchowski stierf op 13 december 1942 op 76-jarige leeftijd in Rome. Hij werd begraven in de kerk van de Gesù en later ter aarde besteld in het jezuïeten mausoleum op de Campo Verano.    
- Biblioteca Nacional de España: XX1340085
- Bibliothèque nationale de France: cb17139722b (data)
- Gemeinsame Normdatei: 123494672
- International Standard Name Identifier: 0000 0000 8385 4773
- Library of Congress Control Number: no94003822
- Nationale bibliotheek van Australië: 35377647
- Nationale Bibliotheek van Polen: a0000001841210
- Istituto Centrale per il Catalogo Unico: CUBV088650
- Trove: 931359
- Virtual International Authority File: 57522048
- WorldCat: E39PBJB8pqMRxVWgxGRGWC3JDq